# Jamil Sadegholvaad
Jamil Sadegholvaad, né le 14 juin 1972 à Rimini, en Émilie-Romagne, est un homme politique italien, membre du Parti démocrate. Il est maire de Rimini depuis octobre 2021. 

## Biographie

### Jeunesse
Jamil Sadegholvaad naît le 14 juin 1972 d'un père iranien et d'une mère italienne originaire de Coriano.
Il est diplômé en sciences politiques à l'université de Bologne, alternant études et travail dans le magasin de tapis persans de son père.

### Carrière politique
Membre du Parti démocrate, il est, de 2009 à 2011, conseiller provincial pour la province de Rimini, puis, de 2011 à 2021, conseiller municipal pour l'administration Gnassi (it).
Dans la perspective des élections municipales de 2021, Sadegholvaad est choisi par son parti comme candidat à la succession d'Andrea Gnassi et est à la tête d'une large coalition des partis de centre-gauche. Lors de sa campagne électorale, il se définit, en plaisantant sur le réseau social Facebook, comme « celui au nom de famille étrange » avant de ne laisser que le prénom « Jamil » sur les affiches électorales,.
Le 4 octobre 2021, il est élu maire de Rimini en recueillant 51% des voix au premier tour. Il entre en fonction le 7 octobre.

## Vie privée
Sa compagne est brésilienne, elle et lui ont une fille prénommée Jasmine.